# ژویتا
ژویتا (به مجاری:  Zsujta) یک شهرداری در مجارستان است که در بورشود-آبااوی-زمپلن واقع شده‌است. ژویتا ۶٫۷۳ کیلومتر مربع مساحت و ۲۰۳ نفر جمعیت دارد.